# Akademia Wymiaru Sprawiedliwości
Akademia Wymiaru Sprawiedliwości (nazwa od 1 września 2023) – uczelnia zawodowa służb państwowych utworzona w dniu 31 sierpnia 2018 przez Ministra Sprawiedliwości na mocy rozporządzenia z dnia 20 lipca 2018 (Dz.U. z 2018 r. poz. 1461) jako „Wyższa Szkoła Kryminologii i Penitencjarystyki w Warszawie”.
W świetle ustawy z dnia 9 kwietnia 2010 o Służbie Więziennej (Dz.U. z 2010 r. poz. 523 ze zm.) uczelnia jest jednostką organizacyjną Służby Więziennej, posiadającą osobowość prawną i działającą na podstawie ustawy z dnia 20 lipca 2018 – Prawo o szkolnictwie wyższym i nauce (Dz.U. z 2018 r. poz. 1668 ze zm.). Decyzją Ministra Nauki i Szkolnictwa Wyższego z dnia 12 września 2018 uczelni zostało nadane uprawnienie do prowadzenia studiów pierwszego stopnia o profilu praktycznym na kierunku penitencjarystyka. Od 1 października 2021 uczelnia kształci studentów cywilnych na jednolitych studiach magisterskich o profilu praktycznym na kierunku prawo.
Statutowym celem działalności Akademii Wymiaru Sprawiedliwości jest kształcenie i wychowywanie funkcjonariuszy Służby Więziennej, funkcjonariuszy innych służb oraz osób cywilnych.
Uczelnia kształciła w 2024 roku ok. 300 studentów na kierunku penitencjarystyka, 200 studentów zaocznych na kierunku bezpieczeństwo oraz 200 studentów dziennych na kierunkach cywilnych. Łącznie na wszystkich kierunkach, w Warszawie oraz Kaliszu, studiuje ponad 1400 studentów.

## Władze
Od 24 marca 2023 funkcję rektora uczelni pełni dr Michał Sopiński, prof. AWS - do 31.08.2024 roku jako rektor z wyboru Senatu, a od 1 września 2024 roku z mianowania Ministra Sprawiedliwości.
- ppłk dr Jarosław Rychlik, prof. AWS prorektor ds. operacyjnych;
- dr Jakub Jerzy Czarkowski, prof. AWS, prorektor ds. dydaktycznych;
- płk Jacek Maciocha, kanclerz[5].

## Rektorzy
- dr gen. Marcin Strzelec (2019-2023)
- dr Michał Sopiński, prof. AWS (2023) (zakończona mocą decyzji Ministra Sprawiedliwości)
- dr Michał Sopiński, prof. AWS (od 2023) (kadencja z mianowania ministerialnego)

## Struktura organizacyjna
Akademia Wymiaru Sprawiedliwości posiada dwa kampusy:
1. Warszawski, który jest również siedzibą statutową
2. Kaliski, który jest kampusem mundurowym

Podstawowe jednostki organizacyjne:
1. Instytut Penitencjarystyki Stosowanej
2. Instytut Społecznych Podstaw Penitencjarystyki
3. Instytut Nauk o Bezpieczeństwie
4. Instytut Nauk Prawnych
5. Instytut Nauk o Zarządzaniu i Jakości
6. Instytut Nauk o Rodzinie
7. Szkoła Doktorska
8. Centrum Badań Polityk Europejskich
9. Centralna Biblioteka Więziennictwa

## Zmiany nazw
Zgodnie z ustawą z dnia 14 kwietnia 2023 r. o zmianie nazwy uczelni służb państwowych nadzorowanej przez Ministra Sprawiedliwości i o zmianie ustawy o Służbie Więziennej oraz niektórych innych ustaw od 1 września 2023 Szkoła Wyższa Wymiaru Sprawiedliwości zmieniła nazwę na Akademia Wymiaru Sprawiedliwości. Na mocy rozporządzenia Ministra Edukacji i Nauki z dnia 10 marca 2021 r. w sprawie zmiany nazwy Wyższej Szkoły Kryminologii i Penitencjarystyki w Warszawie ustanowiono tę nazwę uczelni. Później uczelnia nosiła nazwę Szkoła Wyższa Wymiaru Sprawiedliwości.